# 8025 Forrestpeterson
8025 Forrestpeterson eller 1991 FB4 är en asteroid i huvudbältet som upptäcktes den 22 mars 1991 av den belgiske astronomen Henri Debehogne vid La Silla-observatoriet. Den är uppkallad efter den amerikanske testpiloten Forrest S. Petersen.
Asteroiden har en diameter på ungefär 7 kilometer och den tillhör asteroidgruppen Merxia.